# Deutsches Kreuz

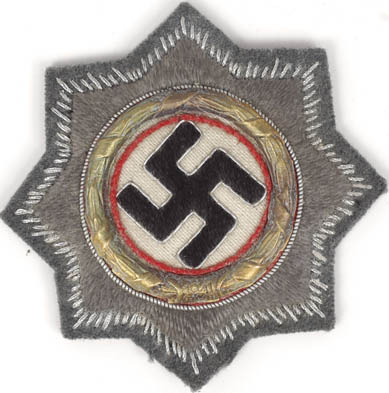
Offizielle gestickte Ausführung des Deutschen Kreuzes in Gold

Das Deutsche Kreuz war eine deutsche Militärauszeichnung (offiziell: Kriegsorden) im Zweiten Weltkrieg und wurde am 28. September 1941 durch Adolf Hitler in den Ausführungen Gold und Silber gestiftet.

## Gestaltung
Das Deutsche Kreuz ist ein achtstrahliger dunkelgrauer Stern mit silberner Umrandung. Auf ihm befindet sich ein stilisierter Lorbeerkranz aus Gold oder Silber, auf dem unten das Jahr der Stiftung (1941) eingraviert ist. Der Lorbeerkranz umfasst ein schwarzes, silbergerändertes Hakenkreuz auf mattsilbernem Feld. Der Durchmesser beträgt 65 mm.

## Verleihung

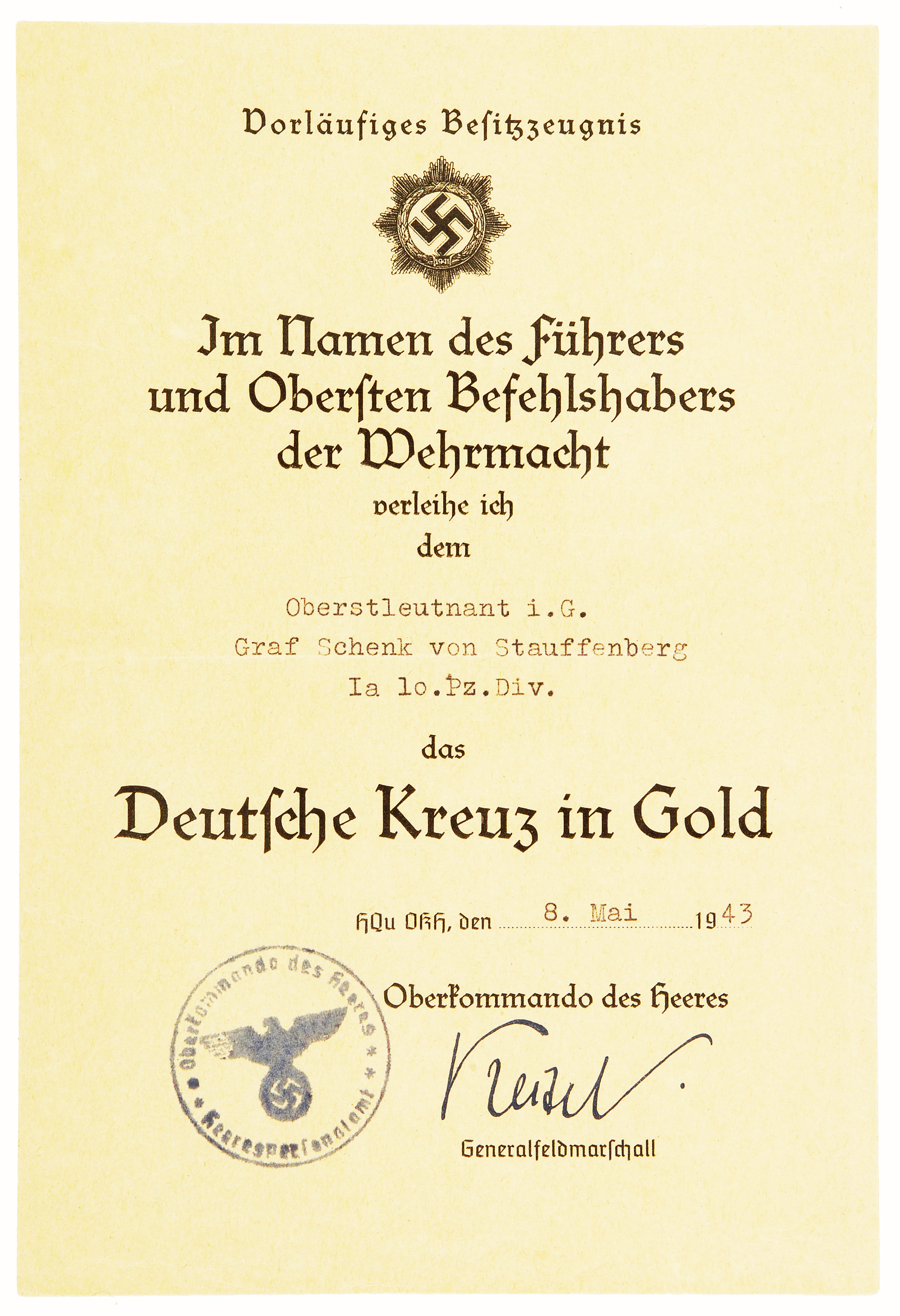
Verleihungsurkunde des Deutschen Kreuzes in Gold an Claus Schenk Graf von Stauffenberg

Das Deutsche Kreuz erfüllte das Bedürfnis nach einer höherrangigen Kriegsauszeichnung, nachdem im Verlauf des Zweiten Weltkrieges immer mehr Soldaten mit den beiden Stufen des Eisernen Kreuzes beziehungsweise des Kriegsverdienstkreuzes ausgezeichnet worden waren, aber nicht die Voraussetzungen für das Ritterkreuz des Eisernen Kreuzes beziehungsweise das Ritterkreuz des Kriegsverdienstkreuzes mit Schwertern erfüllten. Obwohl es keine Stufe des Eisernen Kreuzes darstellt, rangierte es somit zwischen dem EK I. Klasse und dem Ritterkreuz zum EK und kann insofern als Ersatz für das Ritterkreuz des Hausordens von Hohenzollern mit Schwertern angesehen werden, das im Ersten Weltkrieg im preußischen Ordenssystem zwischen dem Eisernen Kreuz I. Klasse und dem Militärverdienstorden Pour le Mérite rangierte.
Das Deutsche Kreuz in Silber setzte die Verleihung des Eisernen Kreuzes beider Klassen oder des Kriegsverdienstkreuzes mit Schwertern beider Klassen voraus. Laut Stiftungsverordnung sollte das Deutsche Kreuz in Silber für „vielfache außergewöhnliche Verdienste in der militärischen Kriegführung“ und das Deutsche Kreuz in Gold für „vielfach bewiesene außergewöhnliche Tapferkeit oder für vielfache hervorragende Verdienste in der Truppenführung“ verliehen werden.

## Verleihungsziffern
Das Deutsche Kreuz in Silber (DKiS) wurde bis Kriegsende etwa 2.500-mal und das Deutsche Kreuz in Gold (DKiG) etwa 26.000-mal verliehen. 15 deutsche Soldaten erhielten sowohl das DKiS als auch das DKiG. 
Das erste DKiG wurde am 15. Oktober 1941 an einen Angehörigen der Luftwaffe, Robert-Georg von Malapert-Neufville, verliehen. Der erste Angehörige des Heeres erhielt das DKiG am 18. Oktober 1941, der erste Angehörige der Waffen-SS (diese war kein Teil der Wehrmacht) am 17. November 1941. Die Erstverleihung des DKiG bei der Kriegsmarine datiert auf den 20. November 1941, wobei es an diesem Tag 13 Männer erhielten.
Das DKiG wurde ab 1944 auch an 26 ausländische Freiwillige der Waffen-SS verliehen. Unter den Empfängern des DKiG sind 22 Soldaten der Streitkräfte der Achsenmächte und befreundeter Staaten.

## Deutsches Kreuz in Gold mit Brillanten
Im Sommer 1942 wurde die Ordenskanzlei der Präsidialkanzlei beauftragt, 20 Deutsche Kreuze in Gold mit Brillanten zu beschaffen, die von der Münchener Firma P. Rath angefertigt und im Oktober 1942 zum Preis von je 2800 Reichsmark geliefert wurden. Es gab jedoch keine Stiftung und somit auch keine Verleihung, so dass sich alle 20 Exemplare bei Kriegsende noch im Schloss Kleßheim, dem letzten Sitz der Präsidialkanzlei, befanden. Bei der Besetzung des Schlosses durch US-amerikanische Truppen im April 1945 wurden die dortigen Ordensbestände geplündert. Von den ursprünglich zwanzig Kreuzen werden heute drei im West Point Museum der United States Military Academy in West Point/New York aufbewahrt, sind aber nicht öffentlich zu besichtigen. Weitere zwölf sollen sich in Sammlerhand, überwiegend in den USA, befinden. Am 16. Dezember 2006 kam ein Originalexemplar bei einem deutschen Auktionshaus zur Versteigerung und wurde für 60.000 € von einem unbekannten Bieter erworben.

## Trageweise

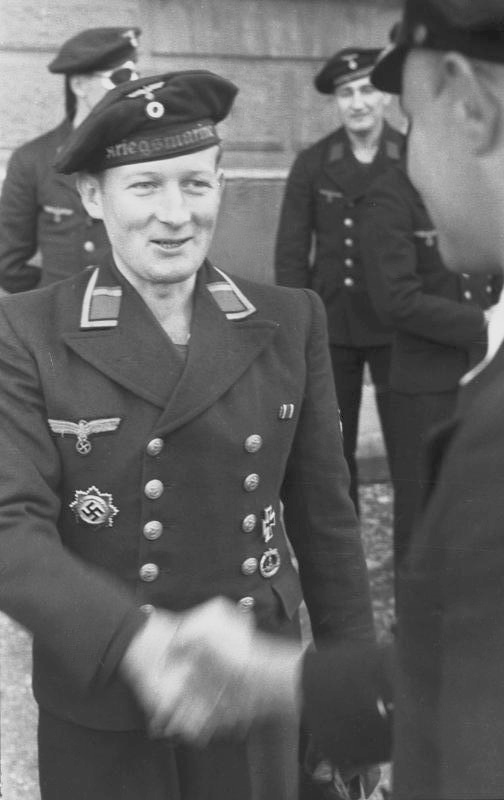
Auszeichnung eines Marinesoldaten (U-Boot-Besatzung) mit dem Deutschen Kreuz in Gold (1942)
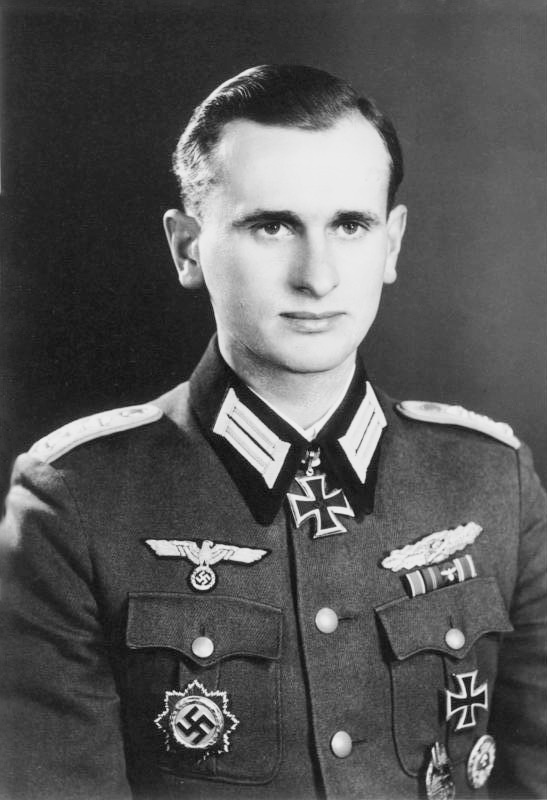
Trageweise als Steckkreuz an der Brusttasche der Feldbluse (Hauptmann Alfred Jaedtke, 1944)
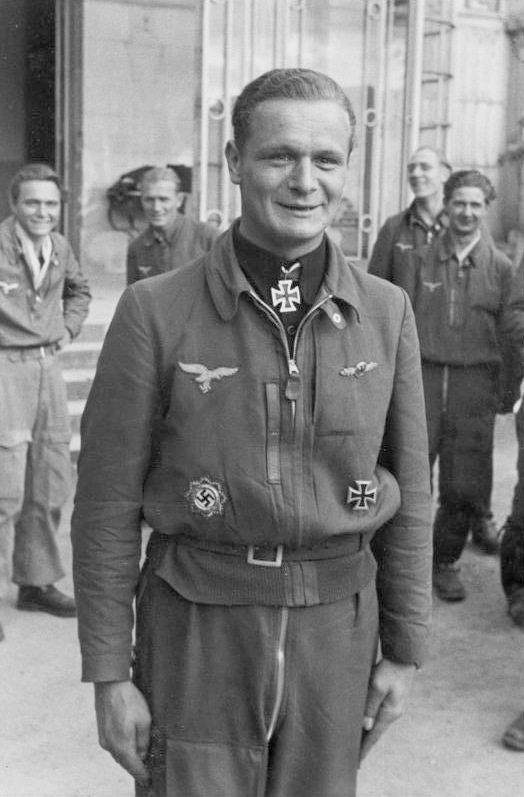
Trageweise der gestickten Ausführung an der Fliegerjacke (Leutnant Siegfried Lemke, 1944)

### Während des Krieges
Die Auszeichnung wurde als Steckkreuz (wie auch das Spanienkreuz) auf der rechten Brustseite getragen und im Jargon der Truppe „Brunhildenpik“ oder auch „Spiegelei“ genannt. Das Deutsche Kreuz wurde gegebenenfalls über dem Spanien-Kreuz getragen. Neben der üblichen Ausführung in Metall wurde der Orden für Kampfuniformen (z. B. für Panzertruppe, Flieger etc.) auch in einer sog. Stoffversion hergestellt. Der Ordenskörper war dabei aus Stoff, nur der Lorbeerkranz nach wie vor aus Metall. Diese Version gab es nur in der Ausführung „Gold“ (Bekanntmachung des OKW v. 5. Juni 1942); sie konnte nur bei den offiziellen Stellen bezogen werden. Gestickte Ausführungen waren private Anfertigungen, bei denen auch der Lorbeerkranz aus Zierkordel geflochten war.

### Nach dem Krieg
Nach § 6 Abs. 1 Nr. 2 des Gesetzes über Titel, Orden und Ehrenzeichen von 1957 dürfen Orden mit nationalsozialistischen Emblemen in Deutschland nicht getragen oder hergestellt, angeboten, feilgehalten, verkauft oder sonst in Verkehr gebracht werden. Demzufolge darf auch das Deutsche Kreuz nur ohne nationalsozialistische Zeichen getragen werden. Während man beim Eisernen Kreuz einfach auf die frühere Form mit Eichenlaub statt Hakenkreuz zurückgreifen konnte, war dieses Problem beim Deutschen Kreuz schwerer zu lösen. Wegen der Rangfolge der Orden und der Verleihungsbestimmungen entschied man sich, das Hakenkreuz auf dem Deutschen Kreuz in Silber durch das Kriegsverdienstkreuz mit Schwertern zu ersetzen. Beim Deutschen Kreuz in Gold dagegen wurde das Hakenkreuz durch ein Eisernes Kreuz ersetzt, wodurch leicht der falsche Eindruck entstehen kann, es handele sich bei einem derart entnazifizierten Deutschen Kreuz um eine besondere Verleihungsstufe des Eisernen Kreuzes, vor allem wegen der nun gegebenen oberflächlichen Ähnlichkeit mit dem „Blücherstern“. Da das Deutsche Kreuz in Gold mit Brillanten weder gestiftet noch verliehen wurde, existiert keine Grundlage für eine 57er-Version eines gleichlautenden Ordens.